# Chalcociet
Het ertsmineraal chalcociet is een koper-sulfide, een verbinding van een sulfide met koper, met de molecuulformule Cu2S. De naam van chalcociet is van het Griekse chalcos afgeleid, dat koper betekent. Chalcociet is grijs, staalgrijs of zwart, blauwzwart, is opaak, heeft een metallische glans en een grijszwarte streepkleur. Het heeft een monoklien kristalstelsel en de splijting van het mineraal is onduidelijk volgens het kristalvlak [110]. Chalcociet heeft een massadichtheid van 5,65 kg/dm3, de hardheid is 2,5 tot 3 en het is niet radioactief. Chalcociet is een algemeen secundair mineraal, dat in de geoxideerde zones wordt gevormd rondom andere kopersulfide-afzettingen. De typelocaties zijn Cornwall, Engeland en Butte, Montana in de Verenigde Staten, en het mineraal wordt verder onder andere in Bristol, Connecticut en in Lubin in Polen gevonden.

## Lijsten
- Lijst van koperertsen
- Lijst van mineralen

## Websites
- (en)  Chalcocite Mineral Data